# NEWS 15th Anniversary LIVE 2018 "Strawberry"
『NEWS 15th Anniversary LIVE 2018 “Strawberry”』（ニュース フィフティーンスアニバーサリーライブ 2018ストロベリー）は、NEWSの12枚目のライブビデオ。2019年9月11日にジャニーズ・エンタテイメントから発売。

## 概要
2018年8月11日〜8月12日にグループ初となる会場・東京スタジアム（味の素スタジアム）で行われたNEWS結成15周年記念ライブの内、最終日の模様を収録。初回盤と通常盤の2形態での発売された。

初回盤と通常盤の収録内容が全く一緒なのは「NEWS 10th Anniversary in Tokyo Dome」以来となる。

## 封入特典

### 初回盤
- 3枚組
- アニバーサリーパッケージ仕様
- 100Pブックレット
- 特典映像『ぼくたちの、原点』

### 通常盤
- 3枚組
- 折ポスター封入
- 特典映像『ぼくたちの、原点』

## 収録内容

### 本編映像

#### Disc 1
1. OVERTURE
2. BLUE
3. 恋祭り
4. チュムチュム
5. サマラバ
6. BEACH ANGEL
7. 恋のABO
8. weeeek
9. INTER
10. Happy Birthday
11. 愛言葉
12. チャンカパーナ
13. SUMMER TIME
14. フルスイング
15. U R not alone
16. MC
17. 青いベンチ

#### Disc 2
1. INTER
2. Share
3. Touch
4. エンドレス・サマー
5. ヒカリノシズク
6. INTER
7. 夜よ踊れ
8. BAND INTER
9. JUMP AROUND
10. 紅く燃ゆる太陽
11. BLACK FIRE
12. INTER
13. NEWSニッポン
14. 渚のお姉サマー
15. NYARO
16. 星をめざして
17. チェリッシュ
18. 4+FAN
19. INTER
20. Stand Up! ※4人体制初披露。
21. 希望〜Yell〜
22. SHOCK ME 2013
23. KAGUYA
24. サヤエンドウ
25. 裸足のシンデレラボーイ
26. BYAKUYA
27. さくらガール
28. Fighting Man
29. LPS
30. 「生きろ」

### 特典映像
Disc 3
1. ぼくたちの、原点
  1. ｢“伝える”は終わらない 小山慶一郎の原点｣
  2. ｢居場所を探し続けた17歳 加藤シゲアキの原点｣
  3. ｢夢の場所で 増田貴久の原点｣
  4. ｢歌いながら僕は歩きだす 手越祐也の原点｣